# Hyundai Tucson
Hyundai Tucson – samochód osobowy typu SUV klasy kompaktowej produkowany pod południowokoreańską marką Hyundai od 2004 roku. Od 2020 roku produkowana jest czwarta generacja modelu.

## Pierwsza generacja

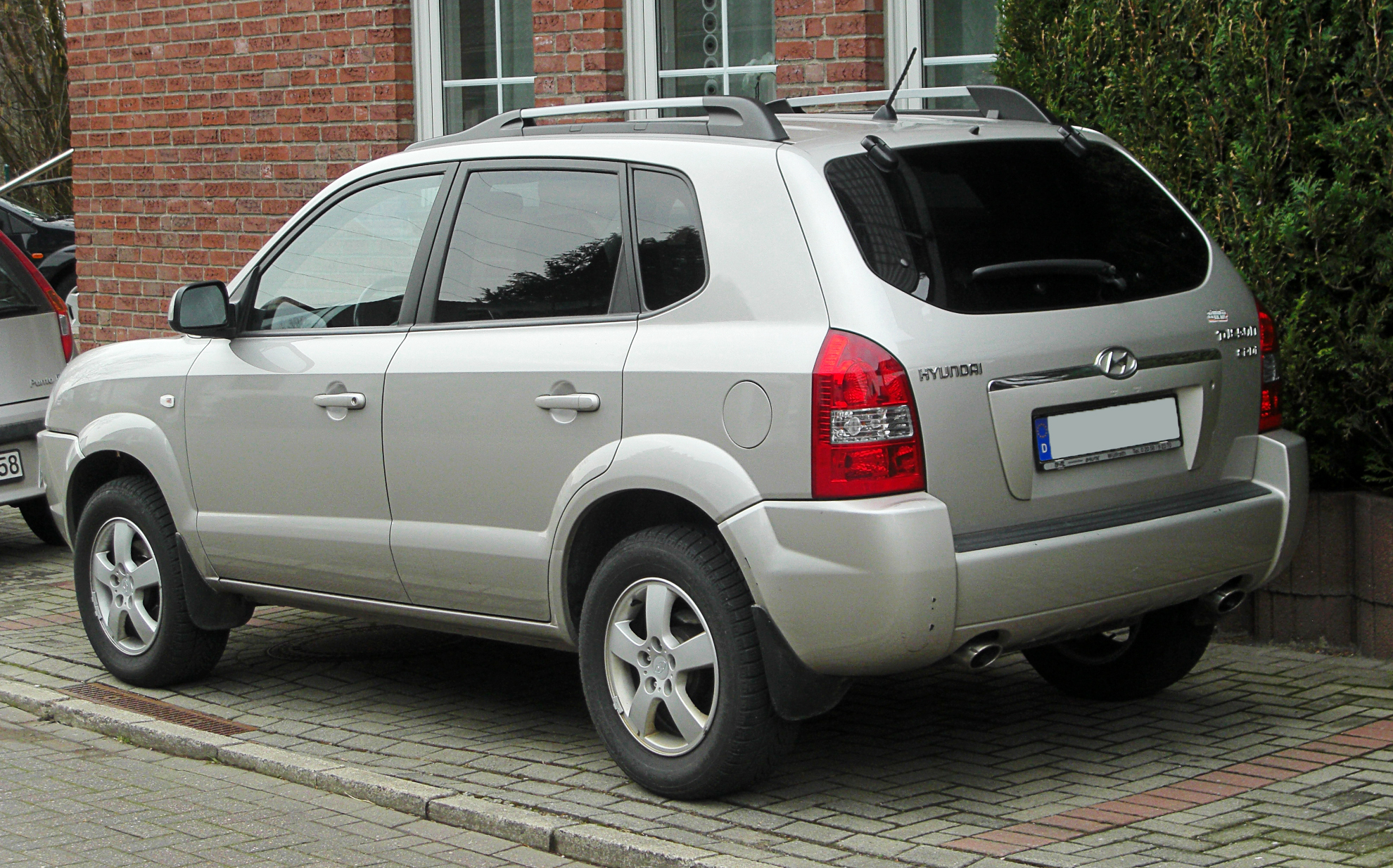
Hyundai Tucson I – tył

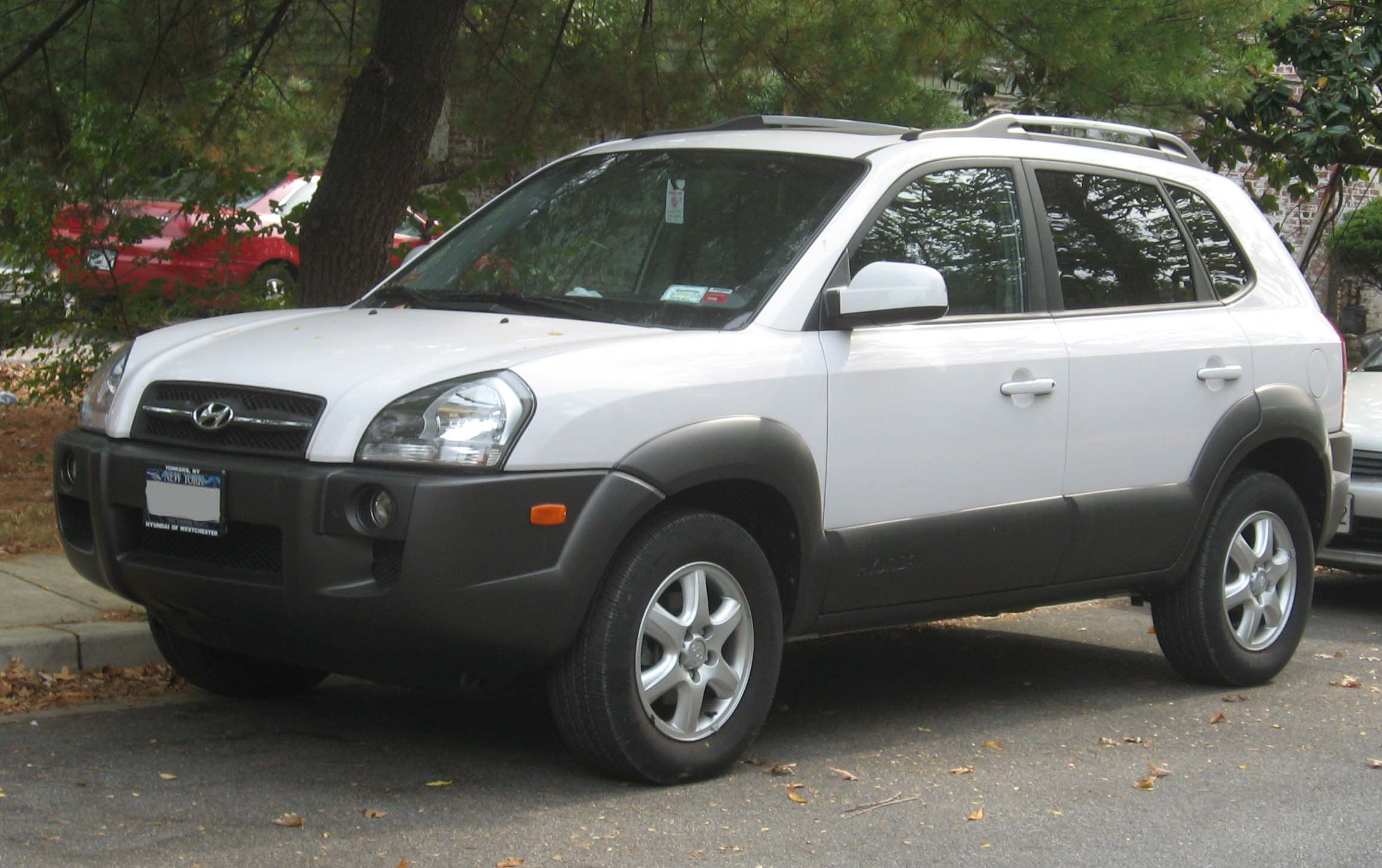
amerykański Hyundai Tucson I GL

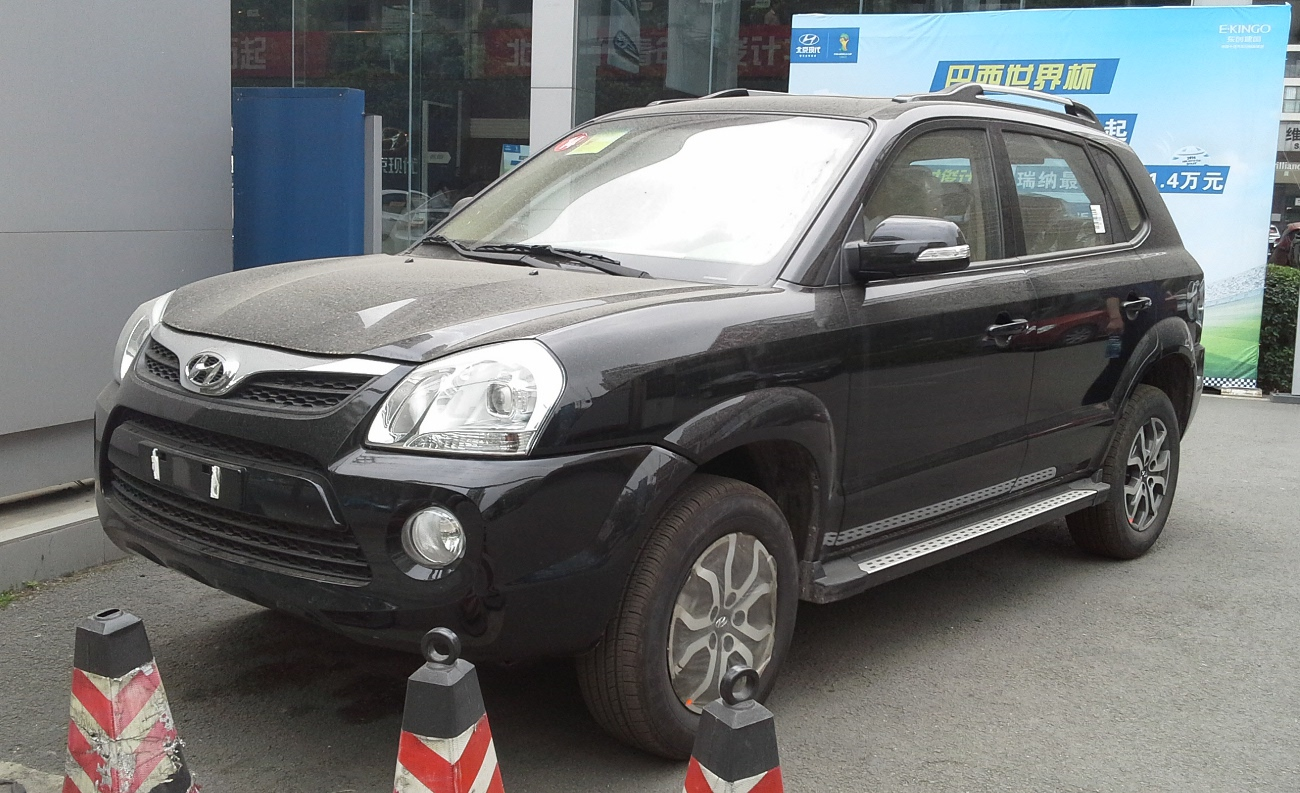
chiński Hyundai Tucson I po liftingu

Hyundai Tucson I został zaprezentowany po raz pierwszy w 2004 roku.
Po rynkowym sukcesie modelu Kia Sportage, przy okazji prac nad jej drugą generacją koncern Hyundai zdecydował się zbudować dla niej bliźniaczy podel pod nazwą Hyundai Tucson. Samochód poszerzył ówczesną ofertę SUV-ów, plasując się poniżej modeli Santa Fe i Terracan.
Kompaktowy model powstał na platformie plasującej się w tym samym segmencie osobowej Elantry. Podobnie do bliźniaczego Sportage, Tucson pierwszej generacji wyróżniał się z kolei wysoko zawieszonym, smukłym nadwoziem, w którym wygospodarowano przestrzeń zoptymalizowaną pod kątem miejsca w kabinie pasażerskiej oraz schowków. Samochód opcjonalnie dostępny był z napędem na cztery koła, oferując podstawowe właściwości do jazdy w lekkim terenie.

### Sprzedaż
Hyundai Tucson pierwszej generacji był samochodem o globalnym zasięgu rynkowym, dostępnym w sprzedaży m.in. w Europie, Ameryce Północnej, Australii czy Japonii, gdzie nosił nazwę Hyundai JM.
Pojazd oferowano również w Ameryce Południowej, z czego na rynku brazylijskim Tucson I pozostał w produkcji z przeznaczeniem na lokalny rynek o 9 lat dłużej w stosunku do rynków globalnych. Zakończyła się ona w grudniu 2018 roku.
Dłużej niż na rynkach globalnych pierwsza generacja Hyundaia Tucsona pozostała w produkcji także w Chinach, pozostając w niej równolegle z nowszymi generacjami do 2015 roku. W międzyczasie, w marcu 2013 roku chiński wariant Tucsona pierwszej generacji przeszedł obszerną restylizację, zyskując nowe wypełnienie reflektorów oraz lamp tylnych, a także nowe zderzaki i chromowaną, obszerniejszą atrapę chłodnicy.

### Silniki
| Silnik            | Lata              | Typ               | Moc, maks. moment obrotowy                                          |
| Silniki benzynowe | Silniki benzynowe | Silniki benzynowe | Silniki benzynowe                                                   |
| ----------------- | ----------------- | ----------------- | ------------------------------------------------------------------- |
| 2.0               | 2004–2009         | 1975 cm³ R4       | (104 kW; 139 KM) przy 6000 obr./min, 184 Nm przy 4500 obr./min      |
| 2.7 V6            | 2004–2009         | 2656 cm³ V6       | (129 kW; 173 KM) przy 6000 obr./min, 241 Nm przy 4000 obr./min      |
| Silniki Diesla    |                   |                   |                                                                     |
| 2.0 CRDi          | 2004–2009         | 1991 cm³ R4 turbo | (83 kW; 111 KM), 245 Nm przy 2000 obr./min                          |
| 2.0 CRDi          | 2006–2009         | 1991 cm³ R4 turbo | (110 kW; 150 KM) przy 3800 obr./min, 305 Nm przy 1800–2500 obr./min |
| 2.8 (Włochy)      | 2006–2009         | 2800 cm³ R4 turbo | (100 kW; 170 KM) przy 4000 obr./min, 305 Nm przy 2000 obr./min      |

## Druga generacja

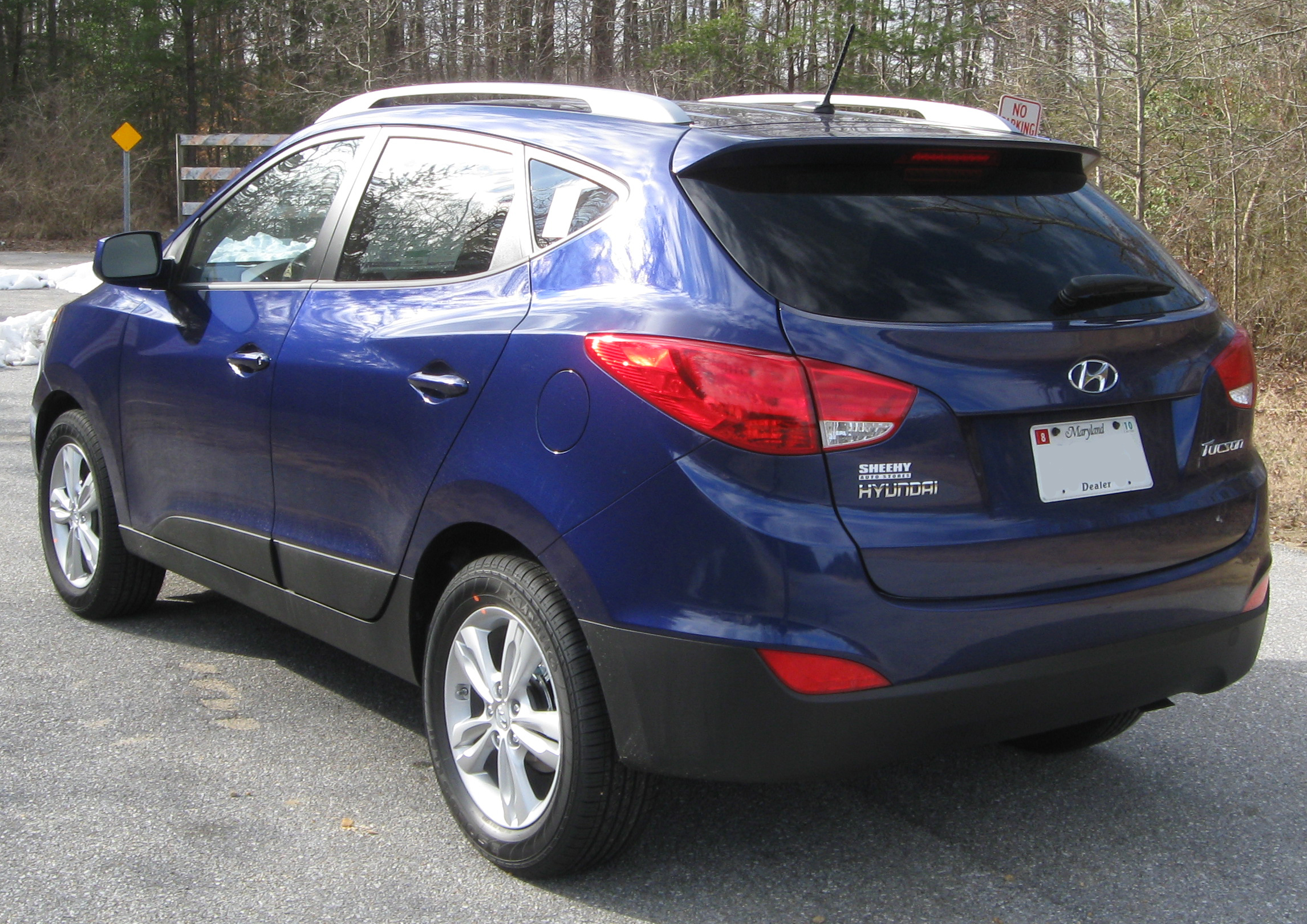
Hyundai Tucson II – tył

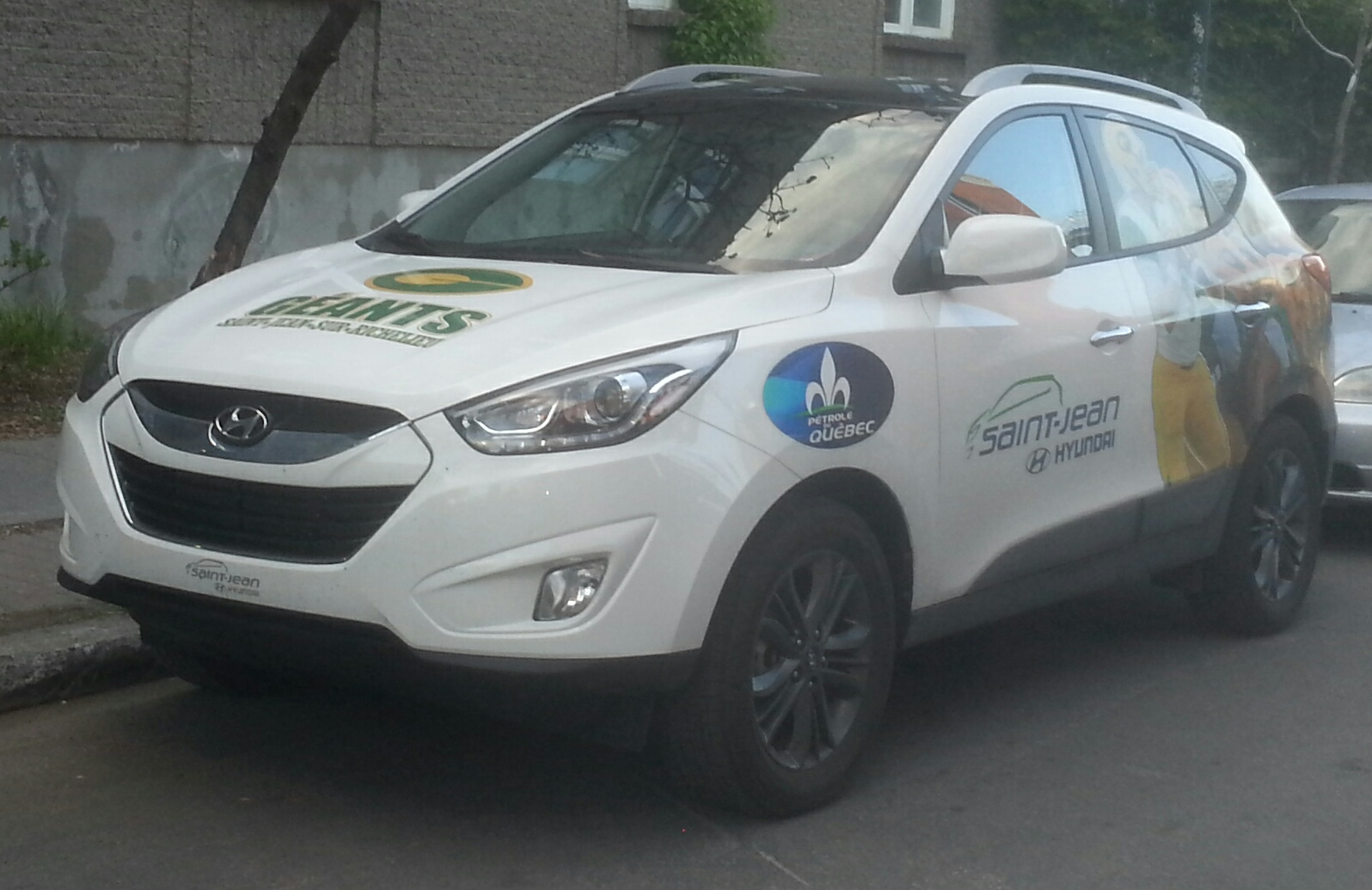
Hyundai Tucson II po liftingu

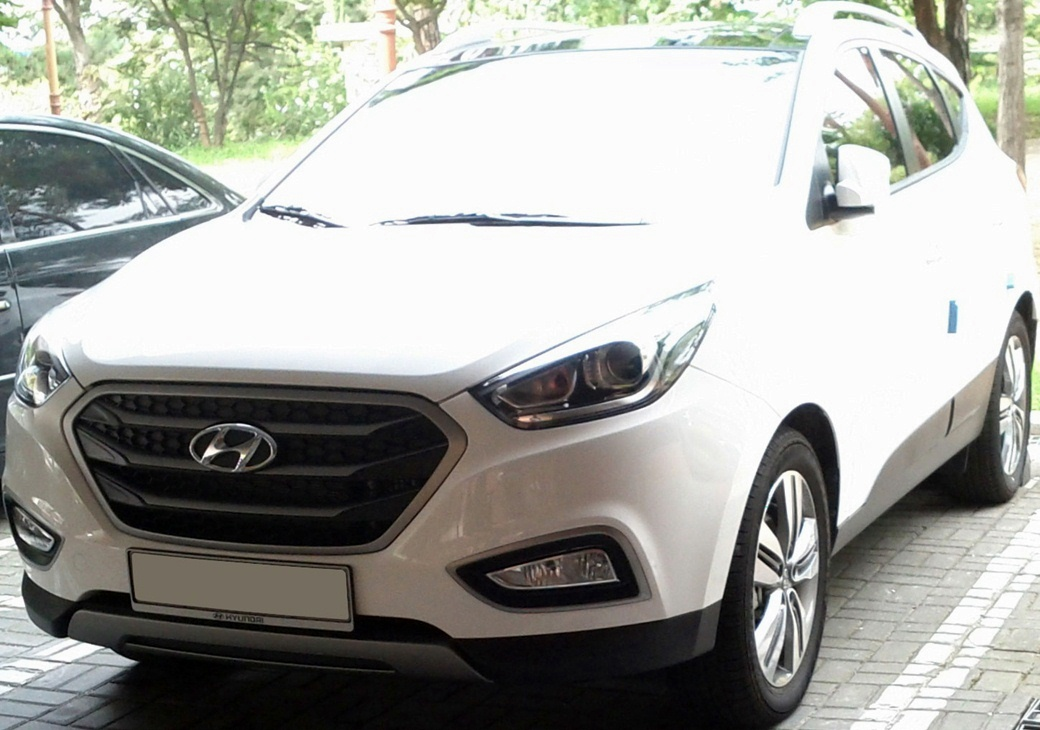
południowokoreański Hyundai Tucson ix po liftingu

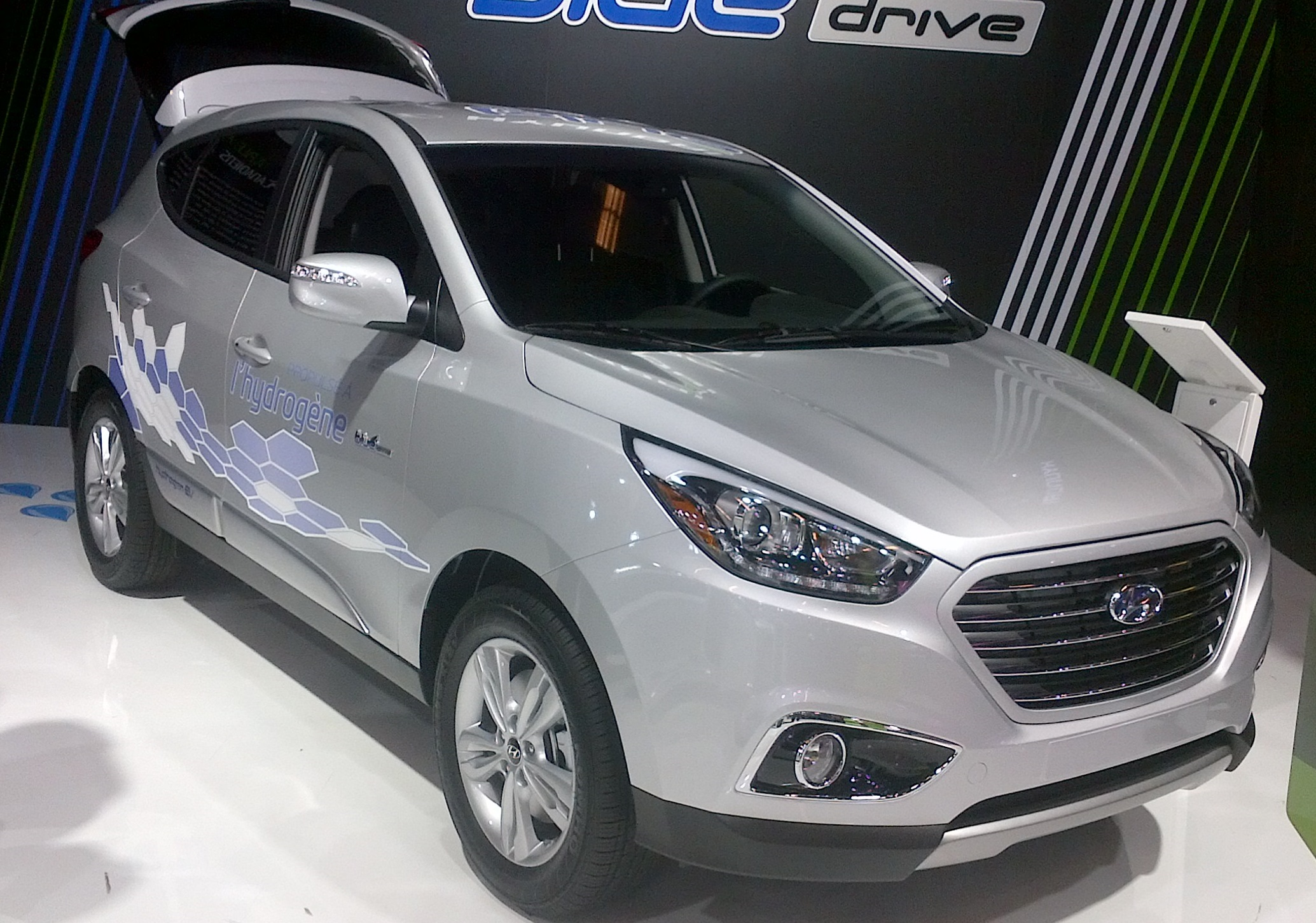
Hyundai Tucson FCEV

Hyundai Tucson II został zaprezentowany po raz pierwszy w 2009 roku.
Po tym, jak globalna premiera następcy Tucsona pierwszej generacji odbyła się w Korei Południowej, nowa odsłona kompaktowego SUV-a Hyundaia swoją dotychczasową nazwę zachowała jedynie na rynku Ameryki Północnej. Premiera modelu odbyła się w Los Angeles, prezentując nowy, bardziej awangardowy język stylistyczny Fluidic Sculpture.
W porównaniu do odpowiednika sprzedawanego w Europie, amerykański Tucson drugiej generacji charakteryzował się innym układem soczewek w reflektorach, a także bardziej strzelistymi wlotami w przednim zderzaku. Tylna część nadwozia otrzymała z kolei ciemniejsze klosze kierunkowskazów.
Północnoamerykańską gamę jednostek napędowych utworzyły bardziej ekonomiczne jednostki napędowe z rodziny Theta, na czele z 2,4-litrowym silnikiem benzynowym. Kluczowymi rywalami Tuscona drugiej generacji były przede wszystkim konstrukcje japońskie, takie jak Nissan Rogue czy Toyota RAV4.
W testach ogólnego poziomu bezpieczeństwa, które przeprowadziła amerykańska agencja NHTSA, Hyundai Tucson II zdobył cztery na pięć możliwych gwiazdek przy zderzeniu czołowym oraz pięć na pięć możliwych gwiazdek pod kątem bezpieczeństwa przy zderzeniu bocznym.

### Lifting
Wzorem rynków globalnych, także północnoamerykański Tucson II przeszedł wiosną 2013 roku niewielką restylizację nadwozia. Przyniosła ona nowe wkłady w reflektorach, a także dodatkową listwę w atrapie chłodnicy oraz drobne modyfikacje w liście wyposażeniowej.

### Sprzedaż
Podobnie jak poprzednik, Hyundai Tucson II był samochodem globalnym. W przeciwieństwie do niego, na większości rynków, jak Europa, Australia, Ameryka Południowa, Rosja czy Chiny, nosił inną nazwę – Hyundai ix35. Wyjątkiem była Korea Południowa, gdzie samochód przyjął nazwę łączącą cechy zarówno tej globalnej, jak i znanej z Ameryki Północnej – Hyundai Tucson ix.

### Silniki
- R4 1.6l Gamma
- R4 2.0l Theta
- R4 2.4l Theta

## Trzecia generacja

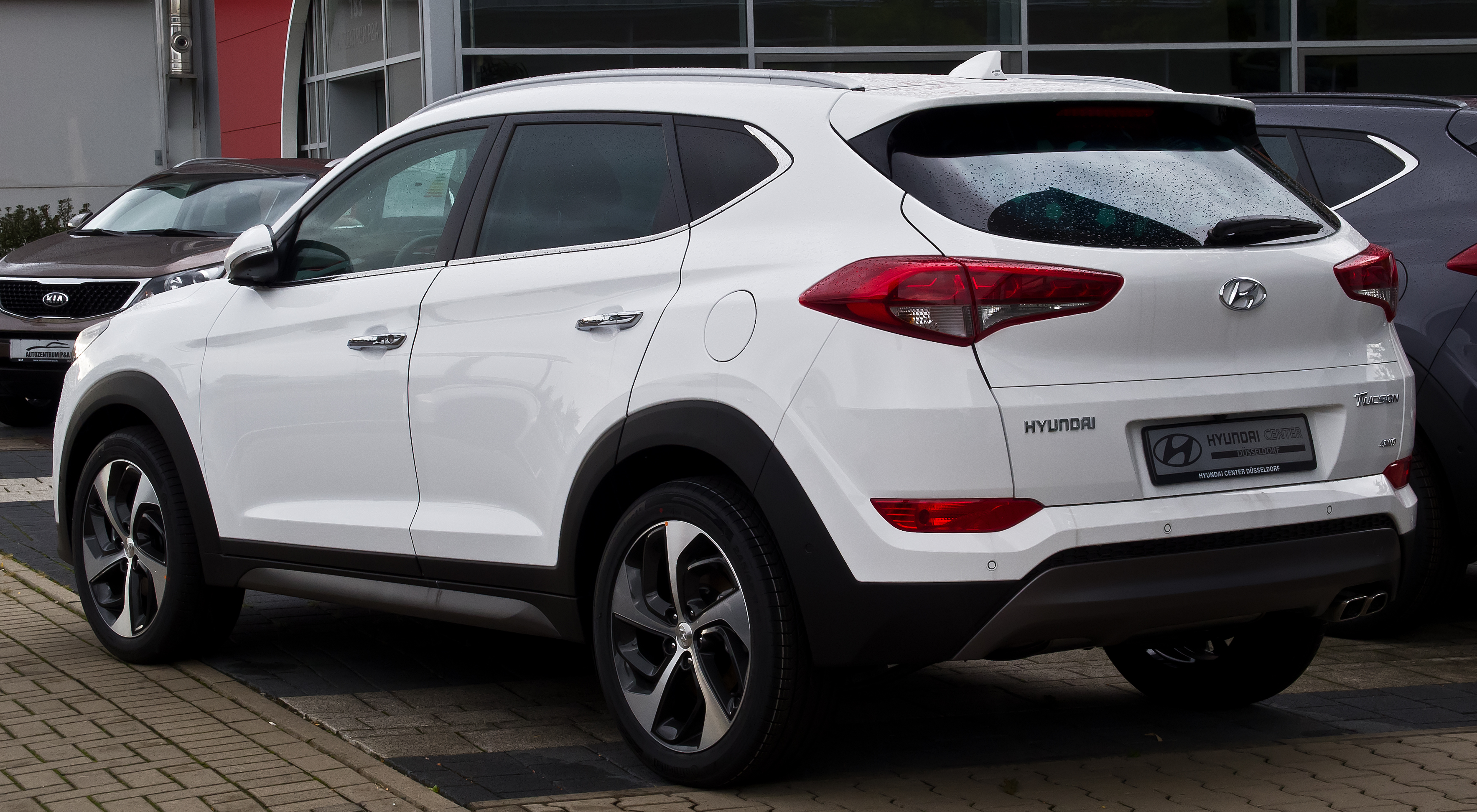
Hyundai Tucson III – tył

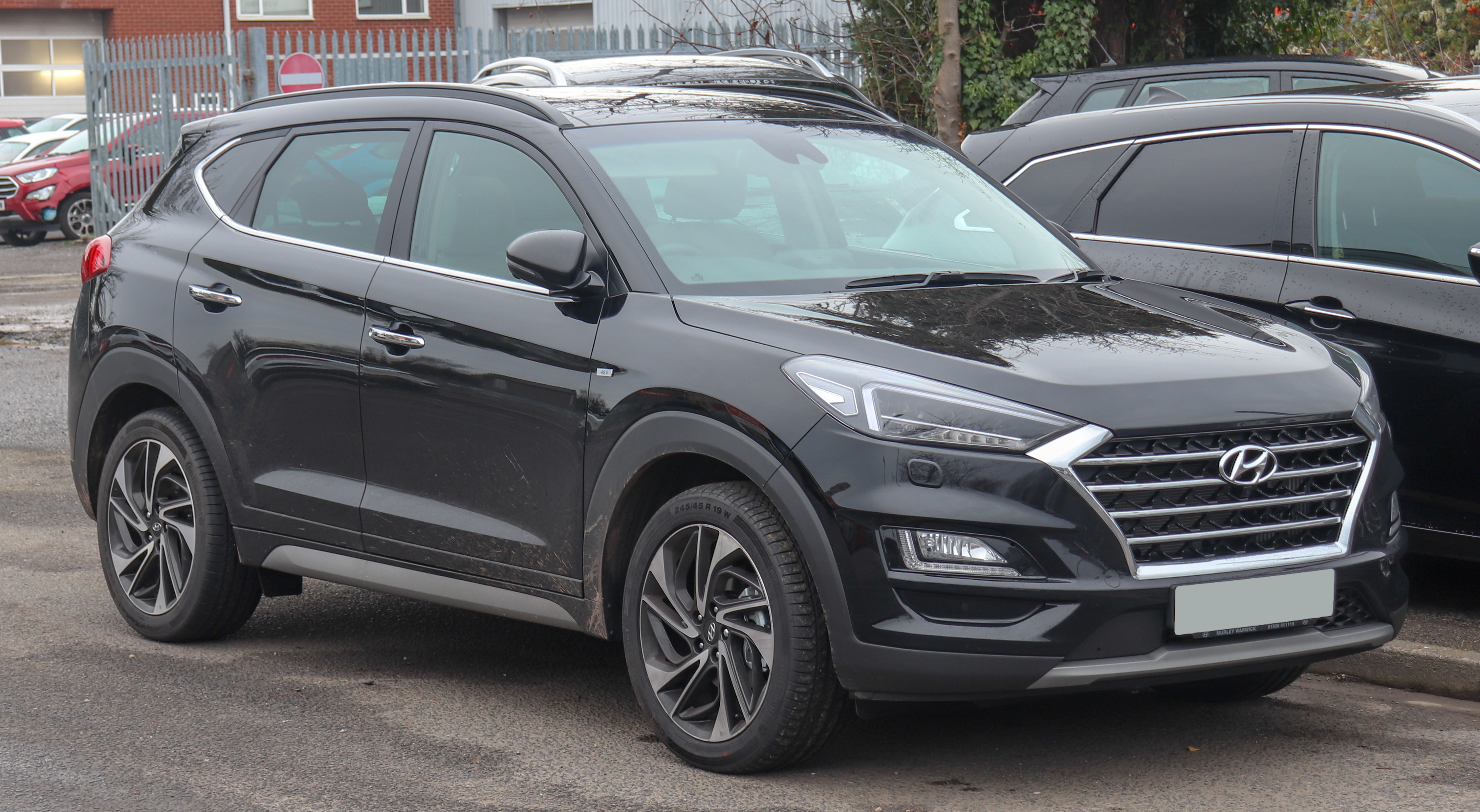
Hyundai Tucson III po liftingu

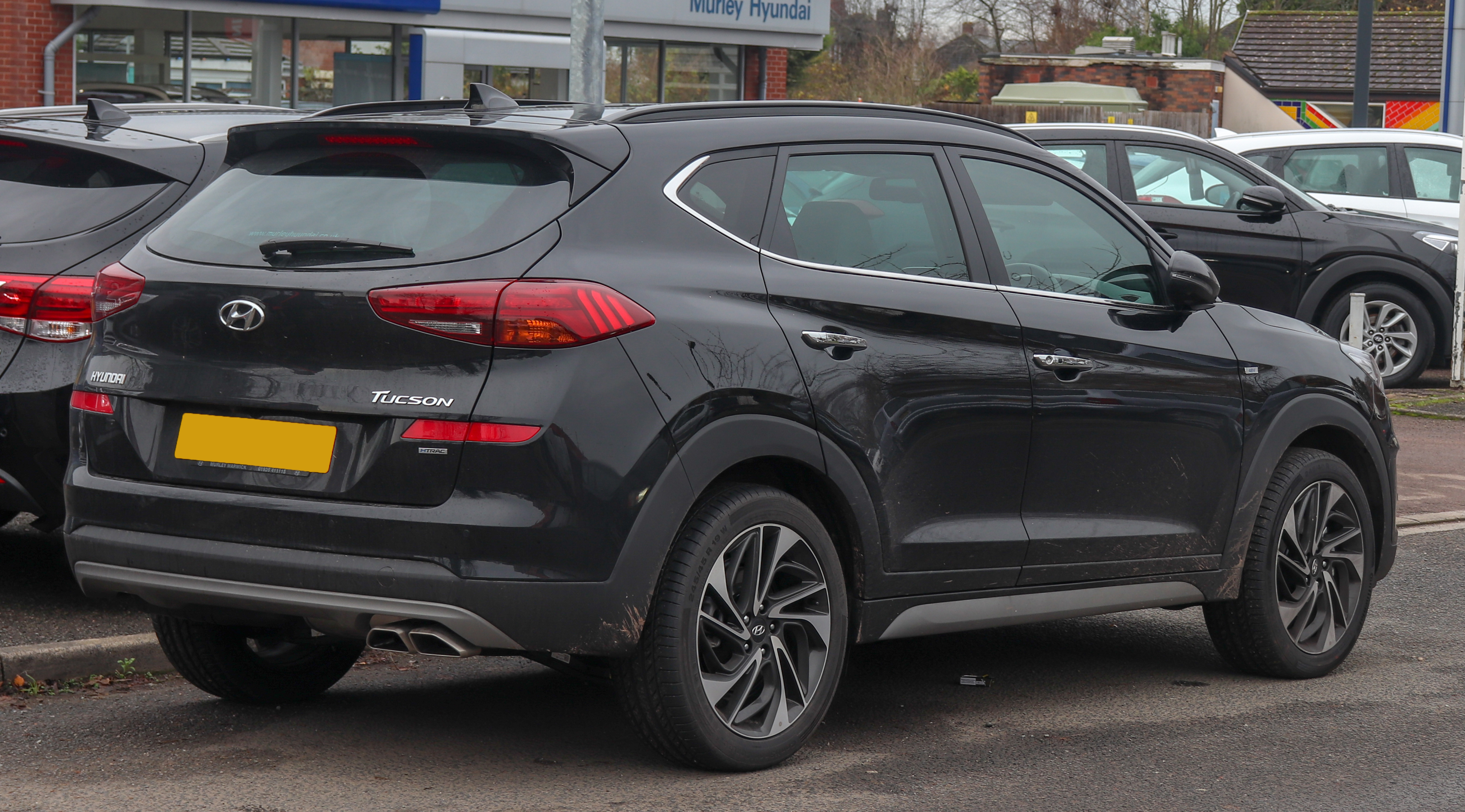
Hyundai Tucson III – tył po liftingu

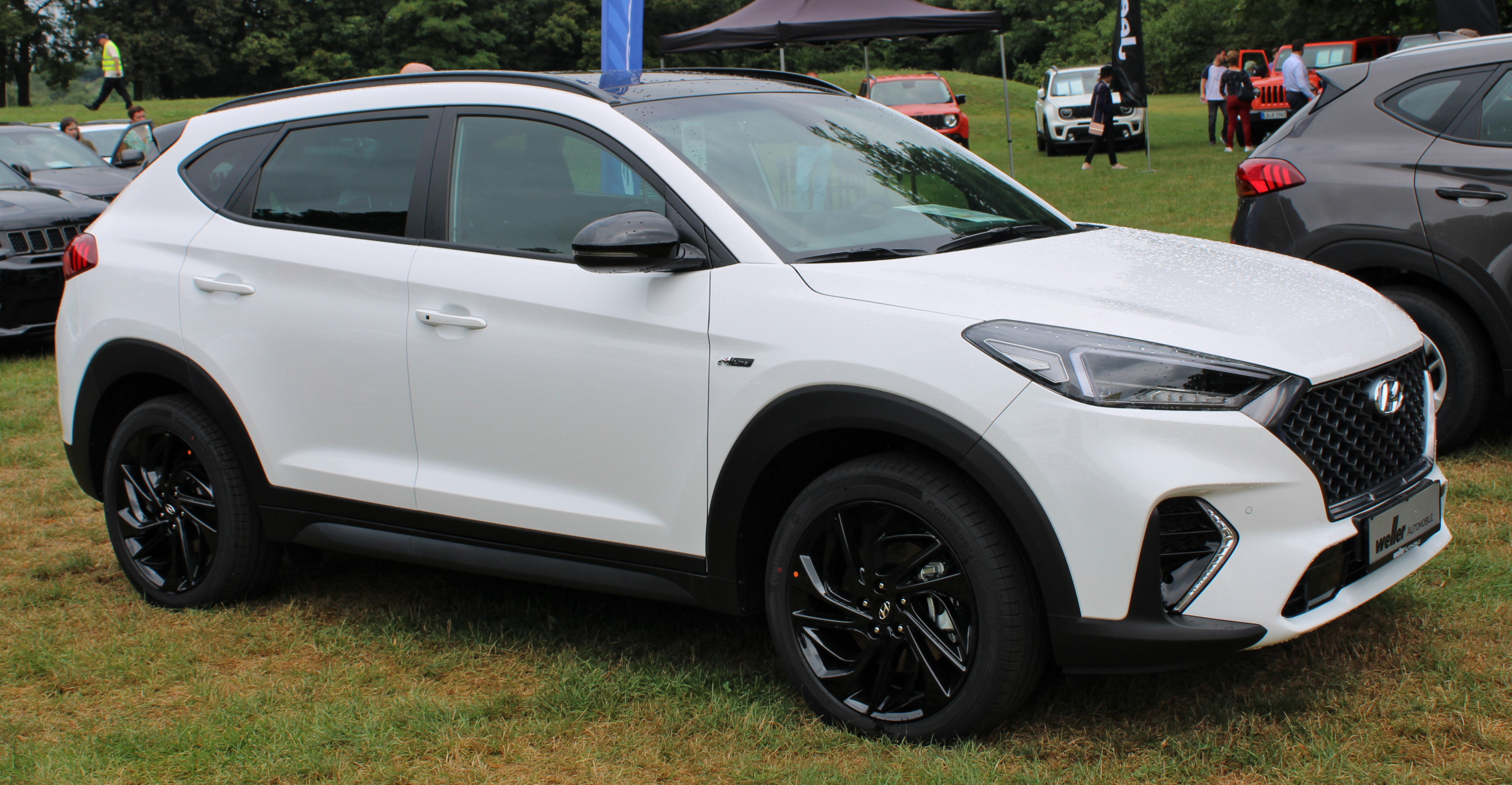
Hyundai Tucson III N-Line

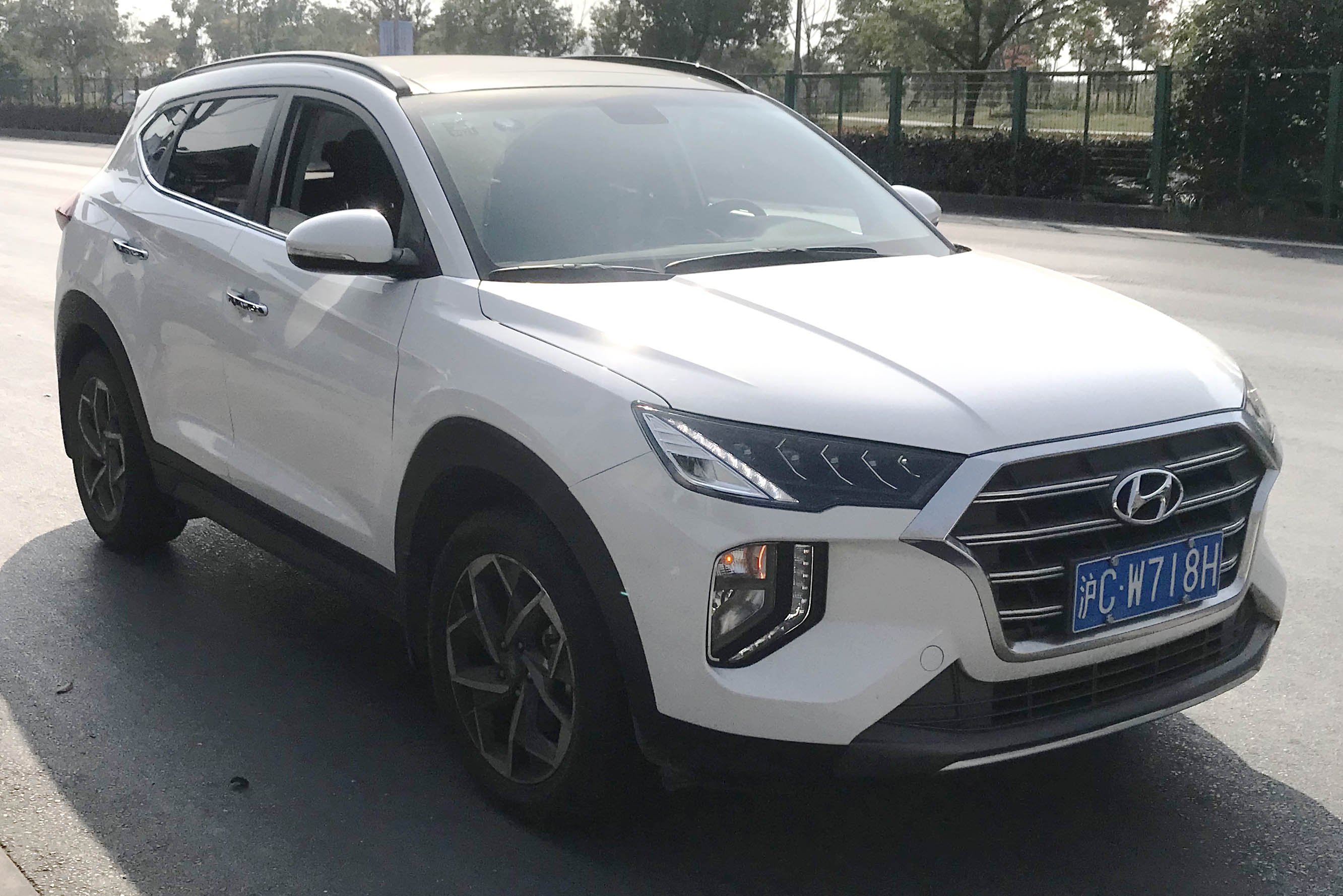
chiński Hyundai Tucson III po liftingu

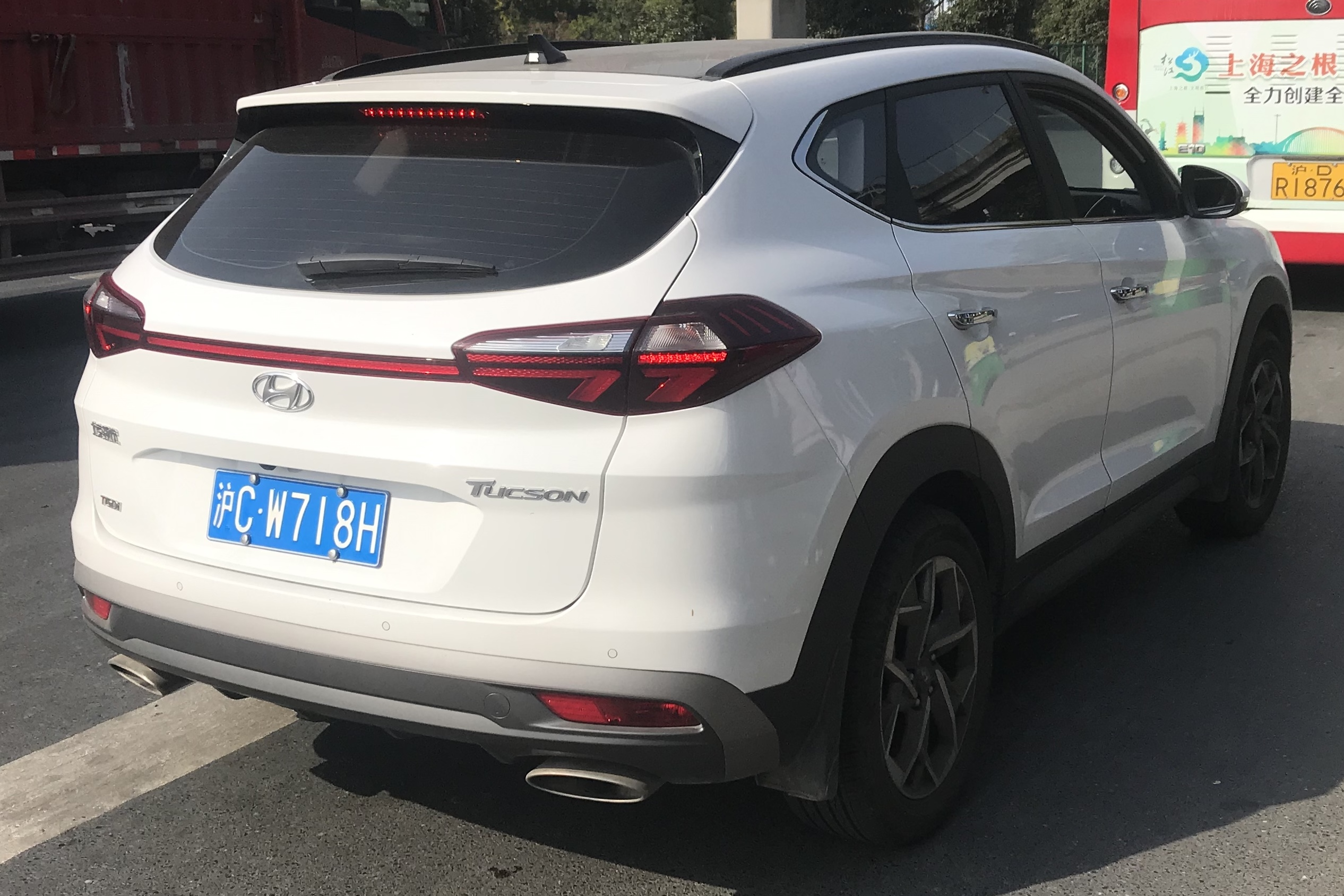
chiński Hyundai Tucson III po liftingu – tył

Hyundai Tucson III został zaprezentowany po raz pierwszy w 2015 roku.
Trzecia generacja Tucsona powróciła do stosowania tej nazwy na wszystkich rynkach zbytu, ujednolicając dotychczasową politykę producenta w tej materii. Samochód utrzymano w nowym kierunku stylistycznym Hyundaia, którą opracowano we współpracy południowokoreańskiego, amerykańskiego i europejskiego centrum projektowego pod dowództwem Petera Schreyera.
Pas przedni otrzymał duży, sześciokątny wlot powietrza i duże, agresywnie zarysowane reflektory, z kolei pas przedni przyozdobiły biegnące ku górze przetłoczenia. Tylna część nadwozia z wysoko poprowadzoną linią okien otrzymała masywne proporcje, z wysoko osadzonymi lampami z wcięciami w dolnych krawędziach. Tucson trzeciej generacji upodobniono pod kątem proporcji do większego Santa Fe.
Kabina pasażerska wzbogacona została z kolei o masywny kopit z wysoko osadzonymi nawiewami, pomiędzy którymi wygospodarowano miejsce na wyświetlacz radia lub opcjonalnego, dotykowego ekranu umożliwiającego połączenie m.in. z nawigacją satelitarną.
Po pięciu miesiącach produkcji, w grudniu 2015 roku czeska fabryka Hyundaia w Noszowicach otrzymała zlecenie na dostarczenie 85 tysięcy sztuk klientom w Europie. Tucson III stał się przez to najpopularniejszym modelem południowokoreańskiego producenta na tym kontynencie.

### Lifting
W lipcu 2018 roku Hyundai Tucson trzeciej generacji przeszedł obszerną restylizację nadwozia, która przyniosła nowy wygląd przedniej części nadwozia z bardziej wciętymi krawędziami atrapy chłodnicy, przestylizowane wkłady reflektorów wykonane w technologii LED, a także inaczej ukształtowane lampy tylne wraz z inaczej ulokowanymi światłami odblaskowymi.
Zdecydowano się również na zamontowanie nowej deski rozdzielczej, która otrzymała nowy układ przyrządów na konsoli centralnej. Pojawił się umieszczony nad kokpitem większy wolnostojący ekran dotykowy, z kolei nawiewy umieszczono niżej, w poziomym kształcie. W gamie jednostek napędowych znalazł się też wariant z układem Mild Hybrid.

### Chiny
Rok po modernizacji z myślą o rynkach globalnych, w październiku 2019 roku przedstawiono Hyundaia Tucsona trzeciej generacji po zupełnie innej restylizacji przeprowadzonej wyłącznie dla rynku chińskiego. Samochód otrzymał tu zupełnie inne, bardziej poziomo umieszczone reflektory, większą atrapę chłodnicy, a także inaczej ukształtowane lampy tylne z odblaskową poprzeczką pomiędzy nimi.
Zakres modyfikacji kokpitu był podobny do wariantu globalnego, otrzymując poziomo umieszczone nawiewy i wysoko umieszczony, lecz większy i pozbawiony przycisków wolnostojący ekran dotykowy do sterowania systemu multimedialnego. Inną formę przyjęła dolna część konsoli centralnej, gdzie znalazł się zamykany schowek.

### Tucson N-Line
W marcu 2019 roku Hyundai przedstawił Tucsona trzeciej generacji w opracowanej z myślą o rynku europejskim wersji Tucson N-Line.
Samochód otrzymał inaczej ukształtowane zderzaki, gdzie z przodu pojawił się dodatkowy wlot powietrza z diodami LED do jazdy dziennej w kształcie bumerangu, a także imitacja dyfuzora oraz czarne alufelgi. W gamie dostępnych jednostek znalazł się benzynowy silnik o mocy 177 KM lub wysokoprężny o mocy 185 KM.

### Silniki
- R4 1.6l GDi 132 KM 97kW
- R4 1.6l T-GDi 177 KM 130kW
- R4 1.6l CRDi 136 KM 100kW
- R4 1.6l CRDi 48V 136 KM 100kW
- R4 1.7l CRDi 115 KM 85kW
- R4 1.7l CRDi 141 KM 104kW
- R4 2.0l CRDi 136 KM 100kW
- R4 2.0l CRDi 185 KM 136kW
- R4 2.0l CRDi 185 KM Mild Hybrid

## Czwarta generacja

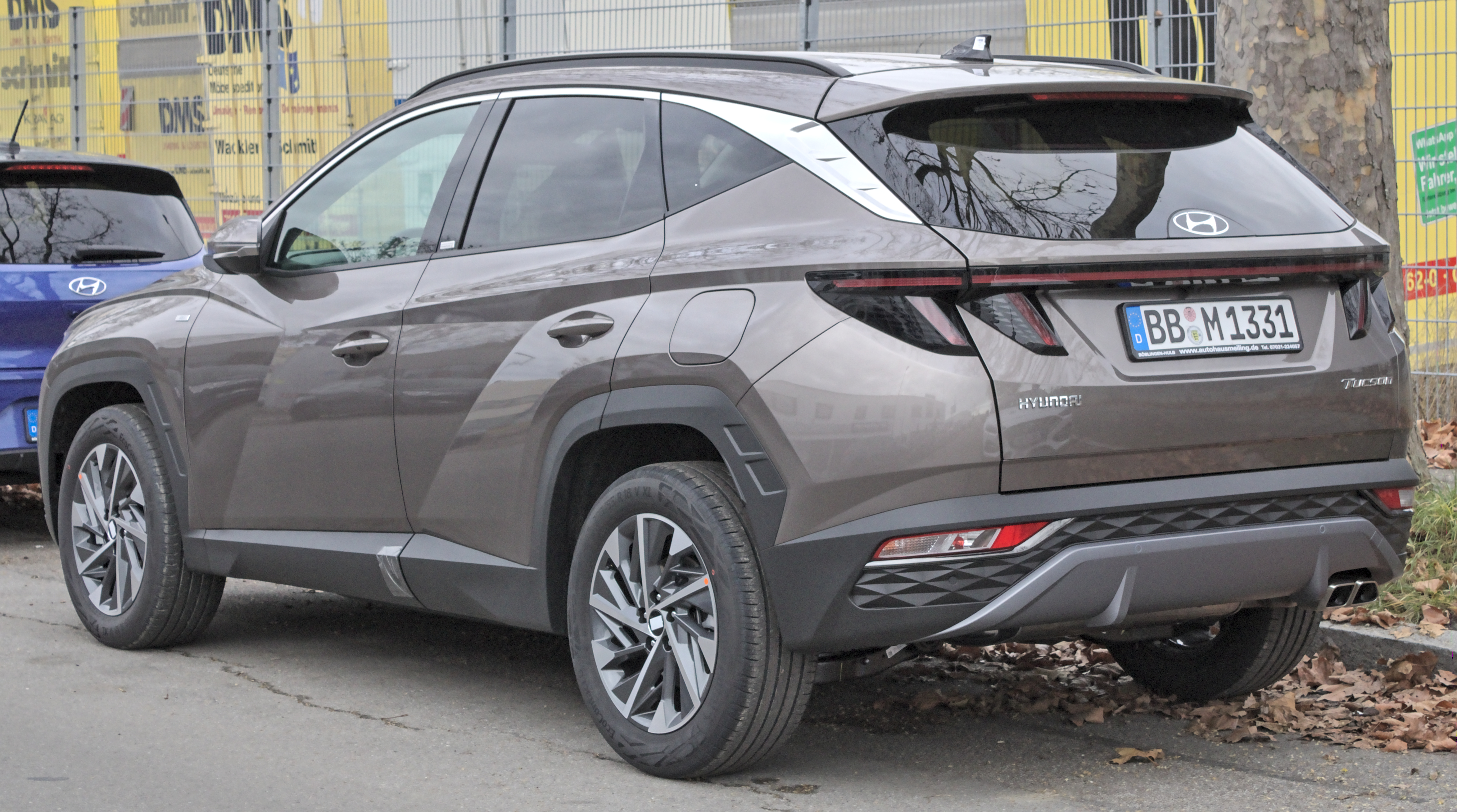
Hyundai Tucson IV – tył

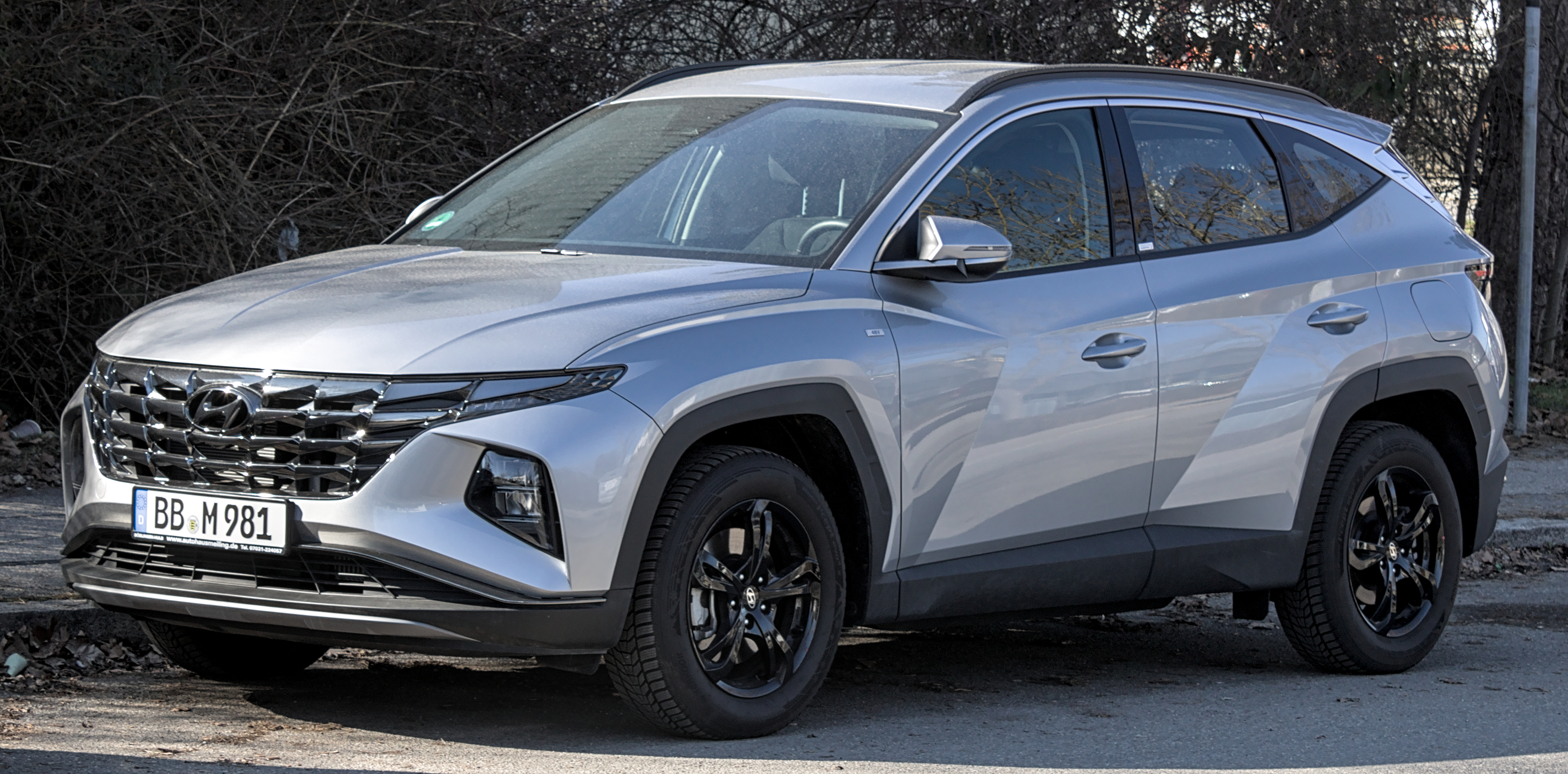
Hyundai Tucson IV Start

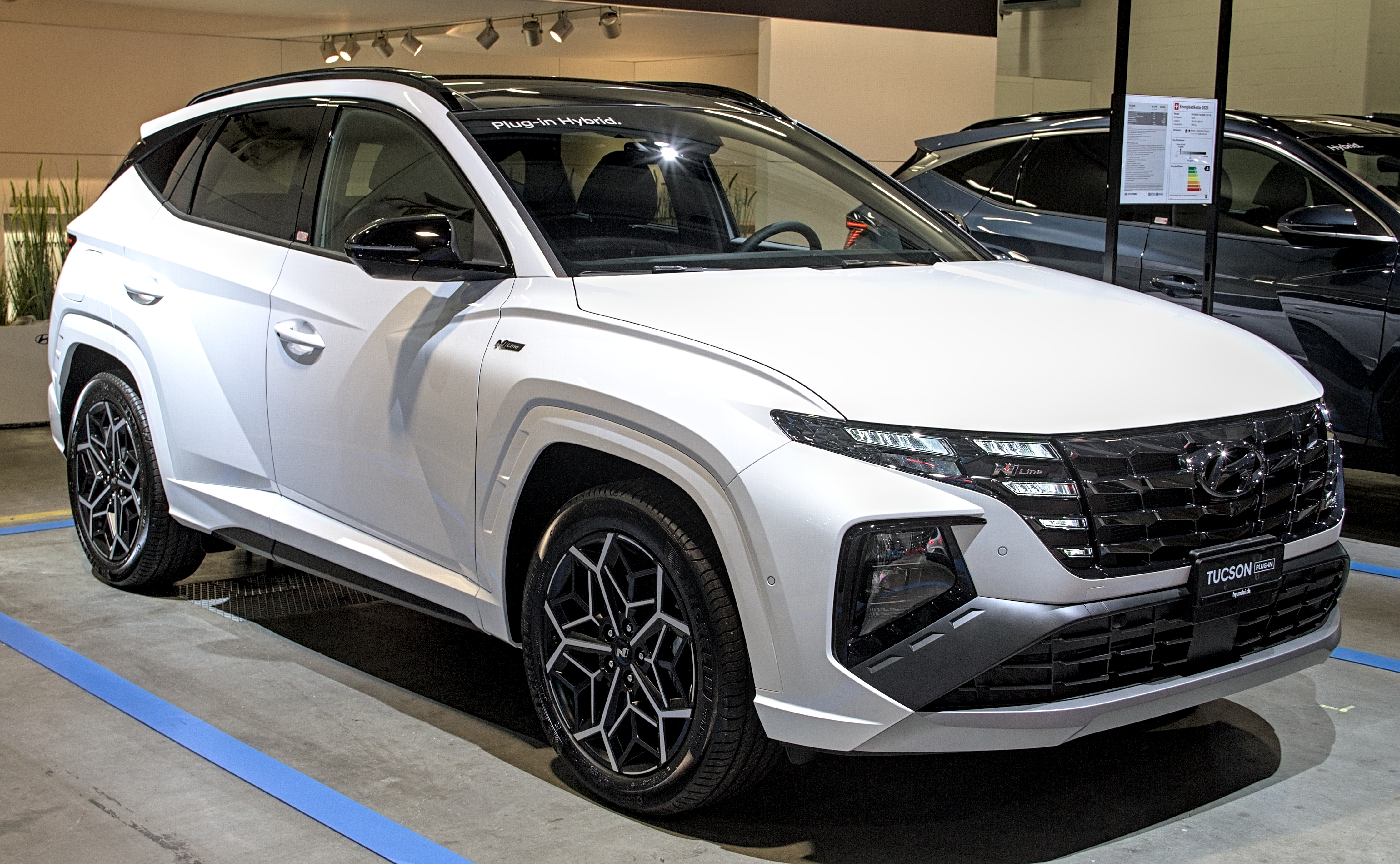
Hyundai Tucson IV N-Line

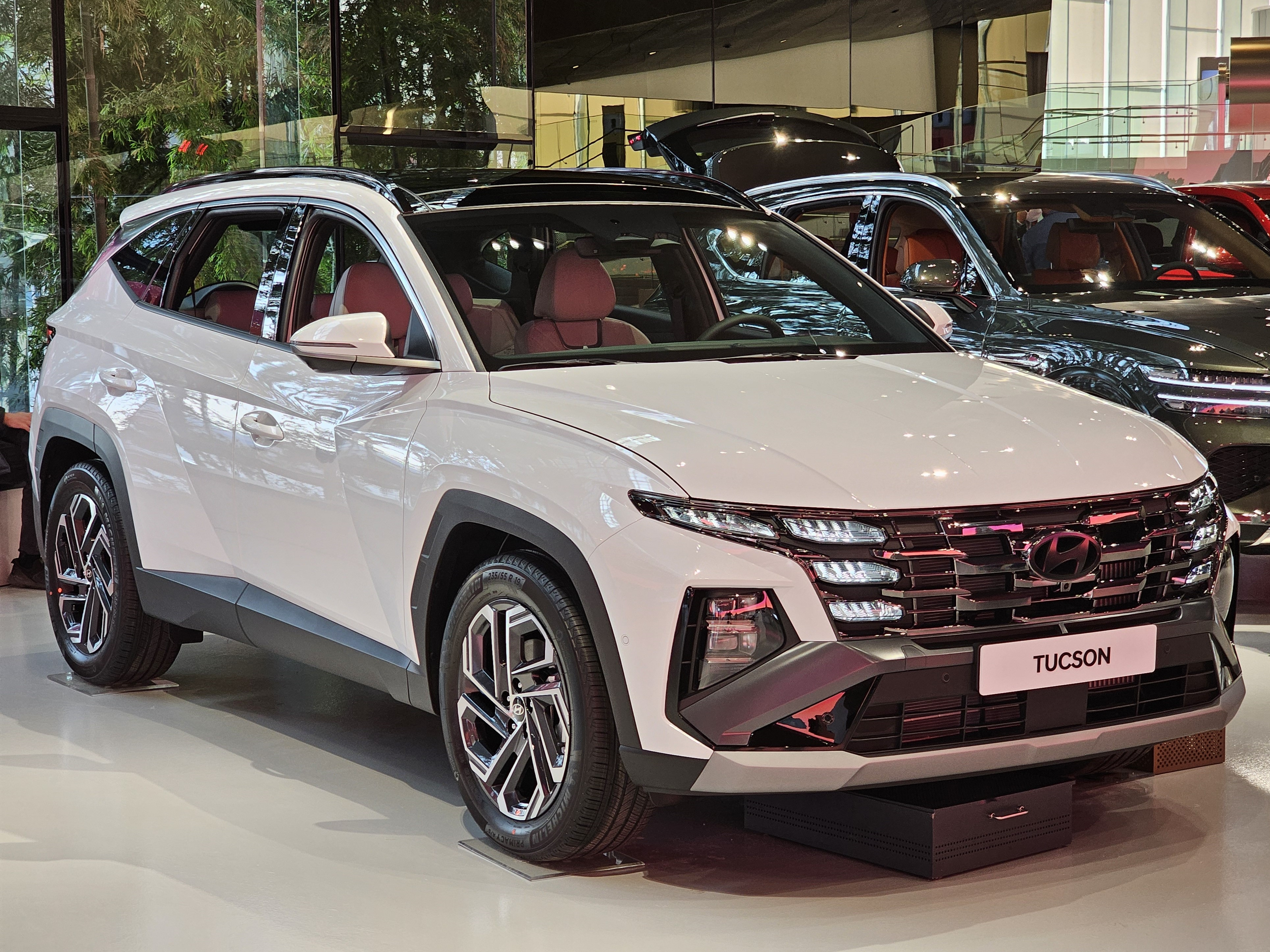
Hyundai Tucson IV po liftingu

Hyundai Tucson IV został po raz pierwszy oficjalnie zaprezentowany w 2020 roku.
Czwarta generacja Tucsona przeszła obszerną metamorfozę w stosunku do dotychczasowego modelu, powstając według zupełnie nowego, bardziej futurystycznego i awangardowego kierunku stylistycznego Sensuous Sportiness zapoczątkowanego w 2019 roku.
Samochód otrzymał bardziej muskularne proporcje wzbogacone licznymi przetłoczeniami, na czele z zaznaczonymi liniami biegnącymi przez przednie oraz tylne drzwi. Pas przedni otrzymał dużą atrapę chłodnicy w odcieniu szarego chromu o strukturze łusek, która płynnie łączy się ze składającymi się z pięcioelementowych reflektorów wykonanych w technologii LED.
Tylną część nadwozia tworzą z kolei lampy utworzone z pojedynczego pasa biegnącego przez całą szerokość nadwozia, a także dwóch kresek po każdym z nadkoli pojazdu.
Duże zmiany pojawiły się również w kabinie pasażerskiej, na czele z minimalistycznym kokpitem wykończonym w topowej wersji lakierem fortepianowym. Większy, bardziej horyzontalny ekran dotykowy o przekątnej 10,25 cala umieszczono niżej niż dotychczas, z kolei układ klimatyzacji współtworzy nowe rozwiązanie producenta, MultiAir zapewniający rozpraszanie wdmuchiwanego powietrza w kabinie pasażerskiej.
Po raz pierwszy gama jednostek napędowych została wzbogacona także o topowy, 265-konny układ hybrydowy typu plug-in umożliwiający przejechanie na samym silniku elektrycznym na krótkim, miejskim dystansie.

### Lifting
W kwietniu 2024 europejska wersja Hyundaia Tucsona czwartej generacji przeszła restylizację, która z zewnątrz zachowała kosmetyczny zakres modyfikacji przy koncentracji na projekcie deski rozdzielczej. Pas przedni zyskał przeprojektowany zderzak, bardziej kanciaste dolne klosze głównych reflektorów i inny układ poprzeczek w osłonie chłodnicy. Zmniejszono też liczbę segmentów w zestawie oświetlenia LED, a także zastosowano nowe wzory alufelg. Największy pakiet zmian pojawił się wewnątrz, gdzie dotychczasowy projekt kokpitu zastąpił zupełnie nowy nawiązujący do m.in. debiutującej równolegle nowej generacji większego Santa Fe. Dotykowy ekran systemu multimedialnego podniesiono wyżej i umieszczono w jednej linii pod zintegrowaną taflą wraz z większym wyświetlaczem cyfrowych wskaźników. Nawiewy umieszczono niżej, przeprojektowano układ schowków w tunelu środkowym, a kontrowersyjny dotykowy panel klimatyzacji zastąpiono nowym, z fizycznymi przyciskami. Przed pasażerem znalazł się duży otwarty schowek.

### Sprzedaż
Podobnie jak dotychczasowe wcielenia, także i Tucson czwartej generacji został opracowany z myślą o globalnych rynkach. Tym razem, producent zdecydował się jednak nadać różne wymiary zewnętrzne w zależności od rynku zbytu. W pierwszej kolejności zadebiutowała odmiana z krótszym nadwoziem oraz rozstawem osi, we wrześniu 2020 trafiając do sprzedaży na rodzimym rynku Korei Południowej.
Pod koniec listopada 2020 roku mniejszy Tucson czwartej generacji pojawił się w salonach producenta w Europie, włącznie z rynkiem polskim. Z początkiem 2021 roku zasięg rynkowy tej odmiany poszerzono także o Meksyk, Kolumbię, Turcję, Afrykę Północną i Bliski Wschód.

### Silniki
- R4 1.6l T-GDI
- R4 2.5l Smartstream
- R4 2.0l CRDi
- R4 1.6l Hybrid
- R4 1.6l Plug-in Hybrid

### Tucson LWB

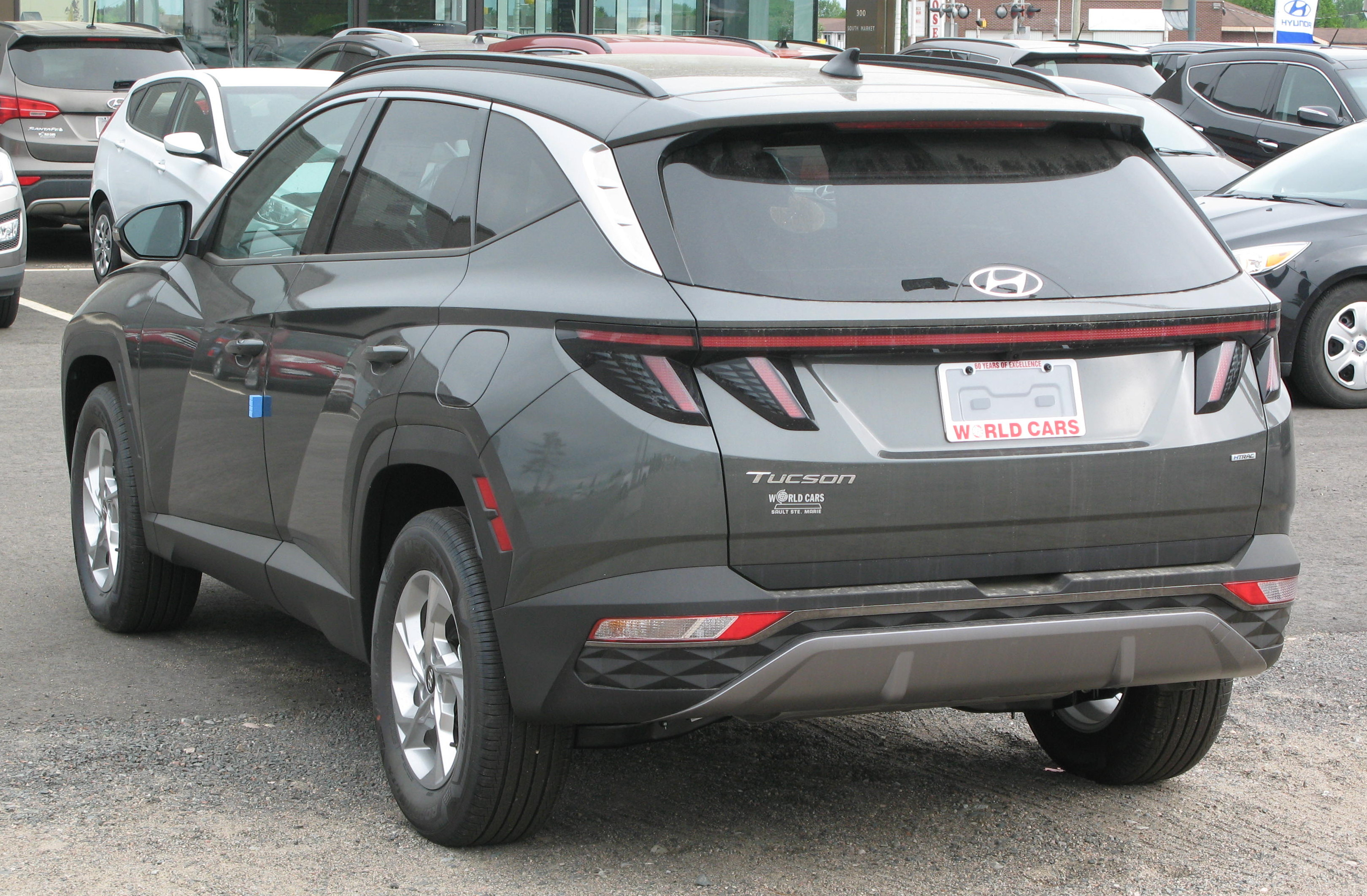
amerykański Hyundai Tucson IV – tył

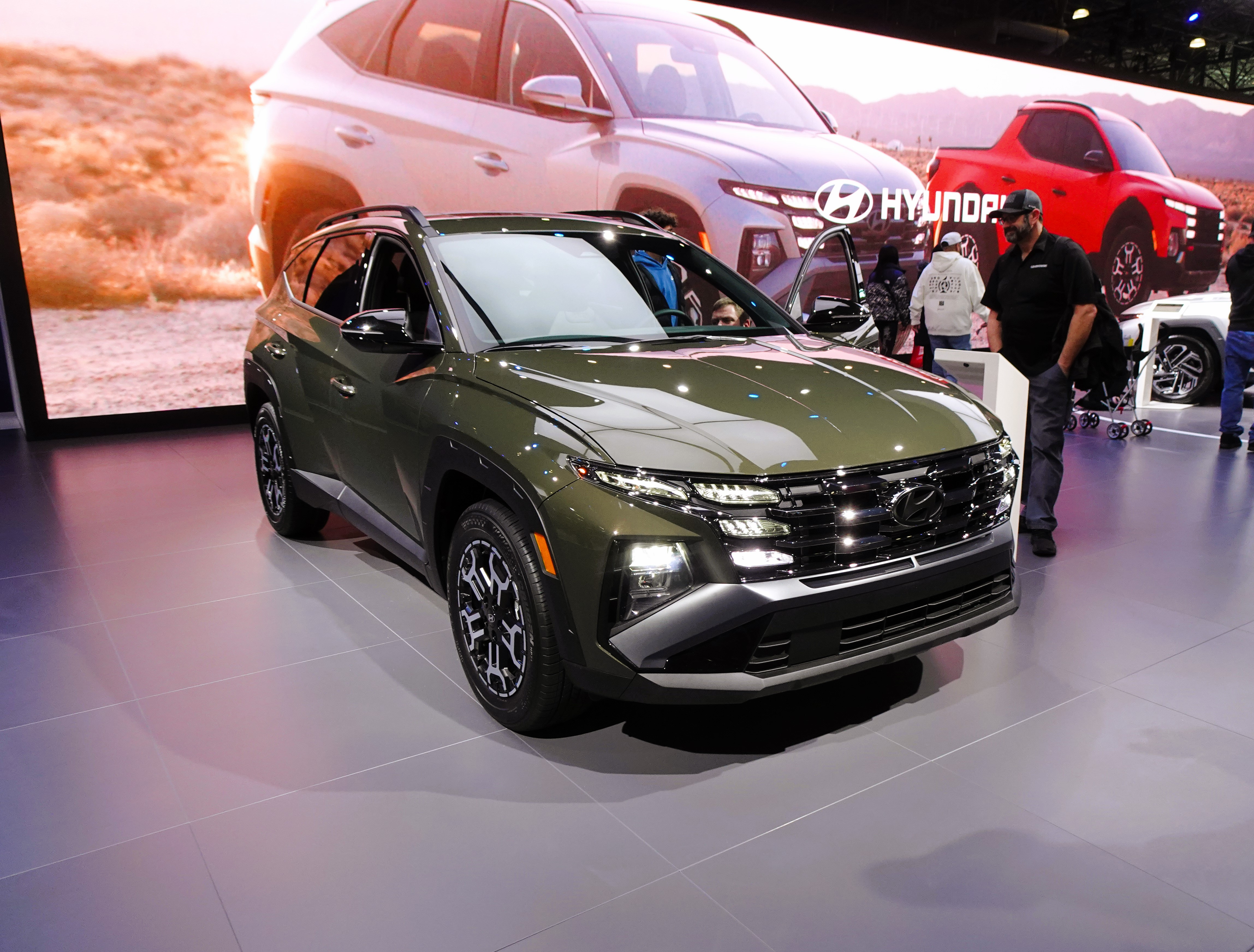
amerykański Hyundai Tucson IV XRT po liftingu

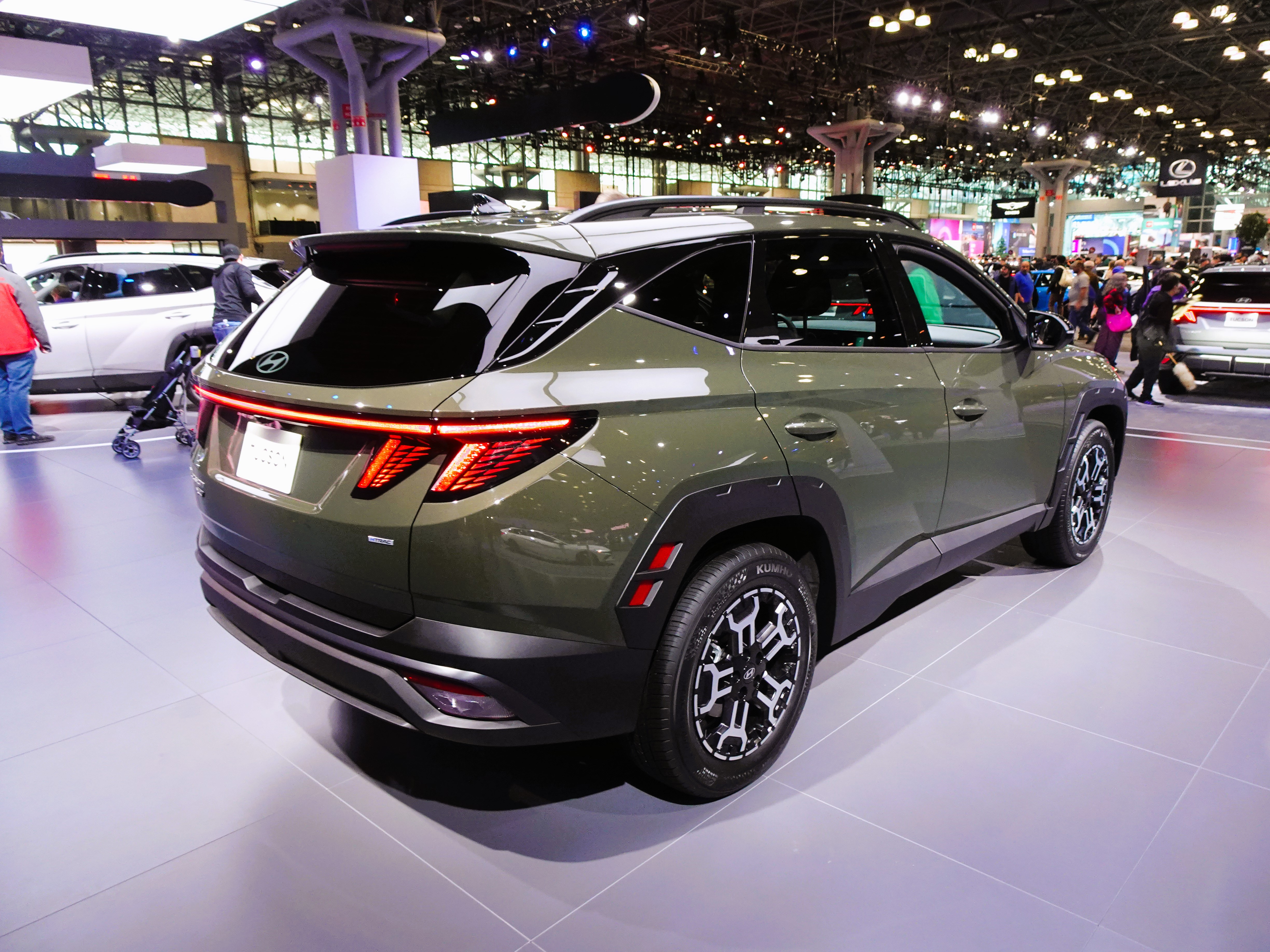
amerykański Hyundai Tucson IV XRT – tył po liftingu

Hyundai Tucson IV został zaprezentowany po raz pierwszy w 2020 roku.
Dwa miesiące po debiucie odmiany europejskiej, producent przedstawił przedłużoną specyfikację Tucsona, która w pierwszej kolejności zadebiutowała na rynku Stanów Zjednoczonych oraz sąsiedniej Kanady.
W porównaniu do wariantu oferowanego m.in. w Europie, samochód charakteryzuje się większym o 76 milimetrów rozstawem osi oraz dłuższym o 13 centymetrów nadwoziem, co przekłada się na wyraźnie większe tylne drzwi i bardziej obłą tylną część nadwozia. Pojazd ma większy tylny zwis, a także linię okien zadzierającą się ku górze nie przy krawędzi tylnych drzwi jak w wersji krótkiej, lecz za nimi.

### Lifting
Restylizacja wydłużonej, globalnej wersji Tucsona odbyła się w pierwszej kolejności, początkowo ograniczając się do wewnętrznego rynku południowokoreańskiego po premierze w listopadzie 2023 roku. Wariant północnoamerykański przedstawiono pół roku później, pod koniec marca 2024, gdzie przy okazji gamę lokalnych wariantów wyposażenia poszerzyła specjalna, inspirowana estetyką offroad odmiana XRT wyróżniająca się m.in. innym wzorem alufelg, wypustkami na osłonach nadwozia, relingi oraz specjalnym profilem opon.

### Sprzedaż
Dwa tygodnie po północnoamerykańskim debiucie, przedłużony Tucson został przedstawiony także w Chinach pod nazwą Hyundai Tucson L. W 2021 roku zasięg rynkowy tego wariantu poszerzono z kolei o Australię i Nową Zelandię, Chile, Argentynę, rynki Azji Wschodniej, Południową Afrykę oraz Białoruś i Rosję.
Ponadto, pomimo oporu ze strony związków zawodowych, wydłużony Hyundai Tucson importowany z amerykańskiej fabryki w Montgomery w lutym 2021 roku zastąpił produkowany dotychczas lokalnie krótszy wariant.

### Silniki
- R4 1.5l T-GDI
- R4 1.6l T-GDI
- R4 2.5l Smartstream
- R4 2.0l CRDi
- R4 1.6l Hybrid
- R4 1.6l Plug-in Hybrid